# Argia fumipennis
Argia fumipennis är en trollsländeart. Argia fumipennis ingår i släktet Argia och familjen dammflicksländor.

## Underarter
Arten delas in i följande underarter:
- A. f. atra
- A. f. fumipennis
- A. f. violacea

## Bildgalleri

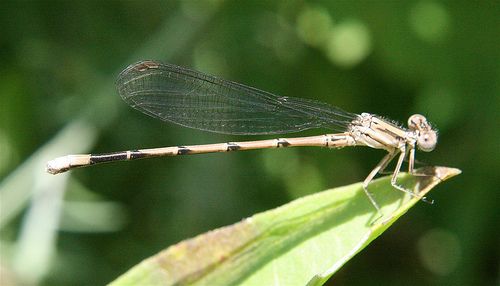
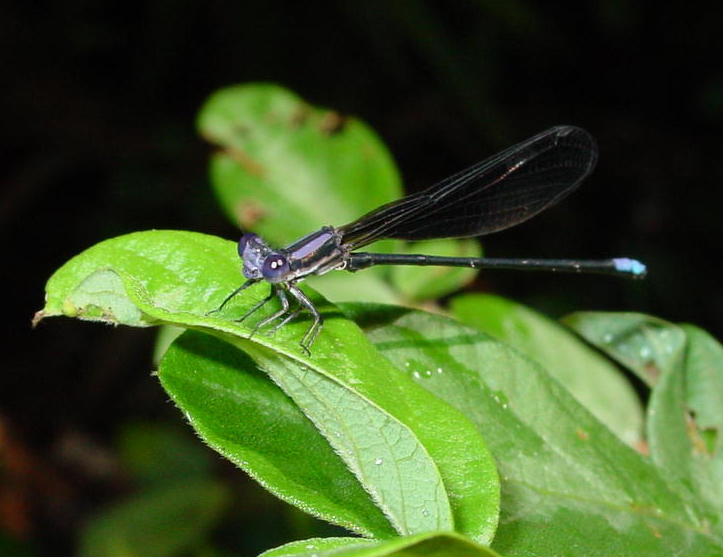
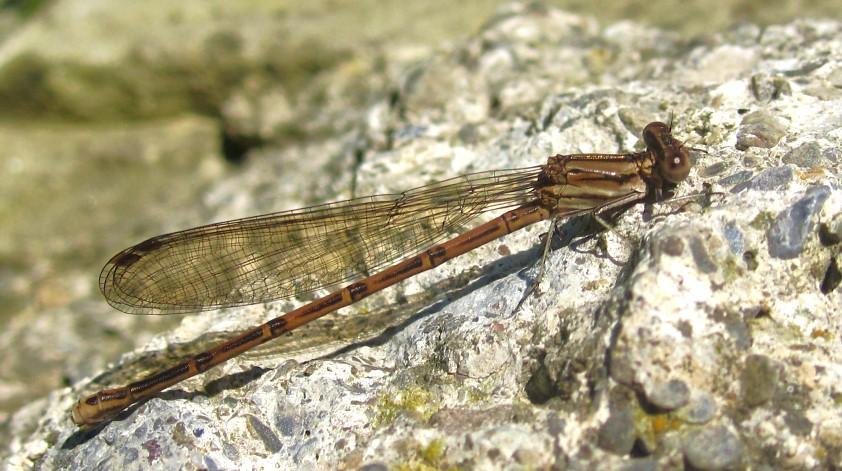